# 伯克利酒店
伯克利酒店（英語：The Berkeley）是英國倫敦的一座五星級高檔酒店，位於騎士橋威爾頓坊（Wilton Place）。這座酒店和凱萊奇酒店、康諾特酒店同由梅爾堡酒店集團所有管理。

## 外部連結
- The Berkeley website （页面存档备份，存于）

51°30′07″N 0°09′22″W / 51.5020°N 0.1561°W